# Hipoteza Portera
Hipoteza Portera sformułowana została przez ekonomistę Michaela Portera. Zgodnie z nią restrykcyjne przepisy dotyczące ochrony środowiska mogą zwiększać wydajność i zachęcać do wprowadzania innowacji, które przyczyniają się do poprawy konkurencyjności w handlu. 
Hipoteza sugeruje, iż restrykcyjne przepisy dotyczące ochrony środowiska przyczyniają się do odkrywania i wprowadzania coraz bardziej ekologicznych technologii oraz do poprawy stanu środowiska, efekt innowacji czyni procesy produkcyjne i same produkty bardziej efektywnymi. Oszczędności, jakie można w ten sposób osiągnąć są wystarczające, aby zrekompensować, zarówno koszty bezpośrednio związane z przestrzeganiem nowych przepisów, jak i koszty wprowadzenia innowacji.
Z racji pierwszeństwa, firma jest w stanie wykorzystać innowacje poprzez efekty krzywej uczenia lub patenty i osiąga dominującą pozycję konkurencyjną w porównaniu z krajami, gdzie regulacje środowiskowe wdrażano znacznie później.
Firmy, które przyjmują strategię przywództwa kosztowego i mają stosunkowo niewielki wybór produktów osiągają lepsze wyniki niż firmy, które konkurują przez różnicowanie produktów i stosują większą liczbę substancji chemicznych, które wymagają regulacji.
Hipoteza Portera została zastosowana w rozporządzeniu regulującym kwestie stosowania chemikaliów REACH.